# BAe ATP
BAe ATP (ang. Advanced Turbo-Prop, zaawansowany turbośmigłowiec) – brytyjski samolot pasażerski przeznaczony do obsługiwania połączeń lokalnych, wyprodukowany w liczbie 64 egzemplarzy przez firmę British Aerospace.

## Historia
ATP był odpowiedzią wytwórni British Aerospace na rosnące zapotrzebowanie na niewielki, tani, turbośmigłowy samoloty do obsługi lokalnych połączeń. Miał on konkurować z samolotami ATR 42 i De Havilland Canada DHC-8 Dash-8. 1 marca 1984 roku firma ogłosiła swoje zamiary względem nowego samolotu turbośmigłowego. Aby obniżyć koszty projektowania i produkcji sięgnięto po istniejącą już konstrukcję, samolot Hawker Siddeley HS 748, jego wariant Super 748. Poddano go modyfikacji polegającej na wydłużeniu kadłuba o 5,03 m, silniki Rolls-Royce Dart zastąpiono bardziej ekonomicznymi Pratt & Whitney Canada PW126 z nowymi, sześciołopatowymi śmigłami zaprojektowanymi wspólnie przez firmy British Aerospace i amerykańską Hamilton Standard. ATP otrzymał całkowicie skomputeryzowane wyposażenie kabiny pilotów. Prototyp nowej maszyny swój pierwszy lot wykonał 6 sierpnia 1986 roku. We wrześniu 1988 roku samolot otrzymał homologację amerykańskiej Federal Aviation Administration. Pierwszy seryjny samolot wszedł do służby w liniach lotniczych British Midland 9 maja 1988 roku.

## Konstrukcja
Samolot jest dwusilnikowym, metalowym dolnopłatem. Wolnonośne, dwudźwigarowe skrzydła o obrysie trapezowym z niewielkim skosem krawędzi natarcia i dodatnim wzniosem, w zewnętrznych częściach umieszczone są integralne zbiorniki paliwa. Płaty wyposażone są w klapy Fowlera i lotki. Metalowy kadłub o konstrukcji półkskorupowej. Usterzenie klasyczne, wolnonośne, statecznik pionowy o skośnej krawędzi natarcia, ster kierunku i ster wysokości jednodźwigarowy. Ster wysokości zaopatrzony w klapki odciążające. Usterzenie poziome o obrysie trapezowym. Podwozie trójzespołowe, przednie dwókołowe chowane do przodu do wnęki w kadłubie, główne, również dwukołowe i chowane do przodu do wnęk w gondolach silników. Dwa silniki turbośmigłowe Pratt & Whitney Canada PW126A napędzające sześciołopatowe, kompozytowe śmigła.
.

## Wersje[2]
- ATP Freighter - wersja sześciu samolotów ATP z powiększoną kabiną ładunkową
- Maritime ATP - wersja zmilitaryzowana, przeznaczona do patrolowania obszarów morskich. Projekt nie doczekał się realizacji
- ATP-AEW - wersja zmilitaryzowana, będąca propozycją dla Sił Powietrznych Australii na samolot wczesnego ostrzegania. Projekt nie doczekał się realizacji